# Коробковий графік

Рис. 1. Коробковий графік з даними експерименту Майкельсона—Морлі

Діаграма розмаху, коро́бковий гра́фік або гра́фік «я́щик з ву́сами» (англ. box-and-whisker plot, box plot) — засіб візуалізації в описовій статистиці груп числових даних через їх квантилі. Коробковий графік може також мати лінії, які виходять вертикально з коробки (вони називаються вусами), вони вказують величину мінливості поза верхньою та нижньою межами квантиля. Викиди може бути нанесено у вигляді точок.
Коробкові графіки — непараметричні: вони відображають мінливість у вибірці статистичної сукупності, не роблячи ніяких припущень про базовий статистичний розподіл. Віддаль між різними частинами коробки вказують на ступінь дисперсії (розкиданості), асиметрію в даних і відображають викиди. Крім самих точок, вони дозволяють візуально різні статистичні оцінки даних. Коробковий графік може бути як вертикальним так і горизонтальним.

## Типи

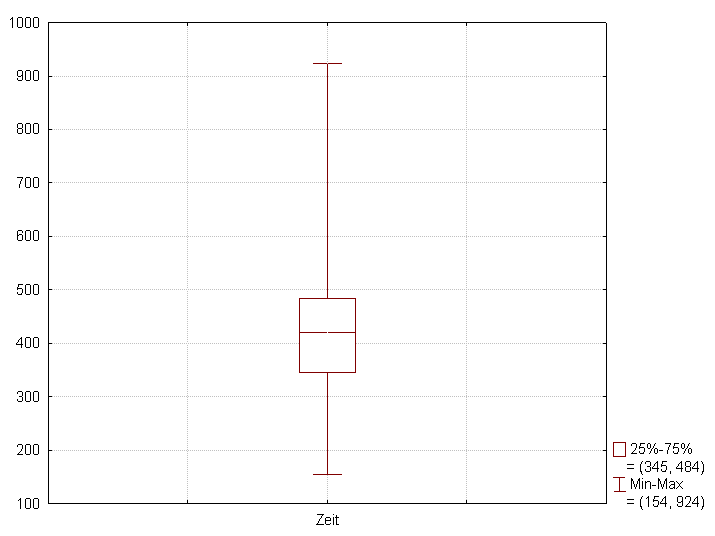
Рис. 2. Коробковий графік з вусами від мінімуму до максимуму

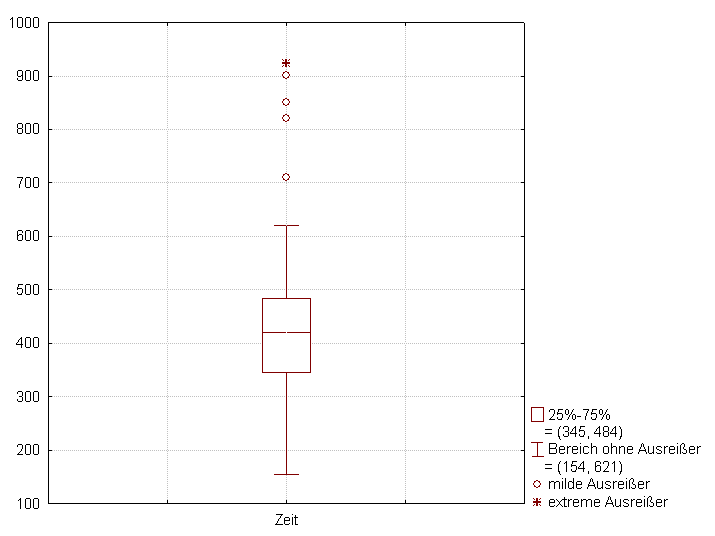
Рис. 3. Такий же коробковий графік з вусами із максимумом 1.5 IQR

Коробка та вуса відображають квартилі:  нижня та верхня сторони ящика завжди - це перший (25-й процентиль) і третій квартилі (75-й процентиль), а смужка всередині коробки - другий квартиль (медіана). Але кінці вусів можуть представляти кілька можливих альтернативних значень, серед яких:
- мінімум та максимум даних[3] як на рисунку 2.
- найнижче значення даних, який знаходиться ще в межах 1,5 IQR (міжквартильного інтервалу) нижнього квартиля, а найвище значення в межах 1,5 IQR верхнього квартиля [4][5](як показано на рисунку 3)
- одне стандартне відхилення вище і нижче середніх даних
- 9-й процентиль і 91-й процентиль
- 2-й процентиль і 98-й процентиль.

Будь-які дані, що не включено між вусами, повинно бути нанесено на графік ізольованими точки, малим колом або зірочками, але інколи цього не роблять.
Деякі «ящики з вусами» включають додаткові символи, щоб показати середнє значення даних. На деяких ділянках коробкового графіку вуса зображено штрихованою лінією.
Інколи, коробковий графік може бути представлений взагалі без вусів.
Незвичні процентилі 2%, 9%, 91%, 98% іноді використовуються на заштрихованих ділянках вусів та кінцях вусів, щоб показати семи-чисельну описову статистику. Якщо дані мають нормальний розподіл, місця розташування позначень семи статистичних параметрів на графіку будуть рівновіддалено розподілені.

## Варіації

Рис. 4. Коробковий графік з виїмками та змінною шириною

Рис. 5. «Ящик з вусами» та густина ймовірності нормального розподілу

Дві з найбільш поширених варіацій графіку — це зміна ширини ящика та зубчастий механізм. Зміна ширина ящика ілюструє розмір кожної групи даних. Поширений варіант розширення ящика — змінити ширину таким чином, щоб вона була пропорційна квадратному кореню розміру групи. 
Вуса корисні для грубого припущення щодо суттєвої відмінності медіан; якщо вуса двох ящиків не перекриваються, то це можна сприймати як доказ статистично суттєвої різниці між медіанами. Ширина вус пропорційна міжквантильному діапазону (IQR) і обернено пропорційна квадратному кореню розміру вибірки. Тим не менш, існує невизначеність щодо найбільш відповідного множника (оскільки він може змінюватись в залежності від подібності дисперсій вибірок). Одна з домовленостей полягає у використанні {\displaystyle \pm 1.58\times IQR\div {\sqrt {n}}} .

## Візуалізація
«Ящик з вусами» — це швидкий спосіб вивчення одного або декількох наборів даних у графічному вигляді. «Ящик з вусами» може здатися примітивнішим за оцінку гістограми або ядерну оцінку густини розподілу, але цей метод має деякі переваги. Коробковий графік займає менше місця і тому особливо корисний для порівняння розподілу між кількома групами або наборами даних.
Для кращого розуміння коробкового графіку корисно глянути коробковий графік в порівнянні із функцією густини ймовірності нормального розподілу (теоретично гістограмою) (див. рисунок 5).